# Ardashir III

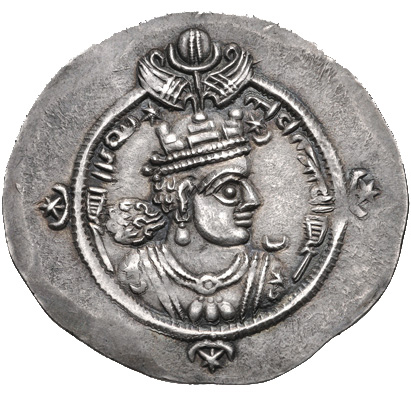
Munt van Ardashir III

Ardashir III was een sjah van de Sassaniden, een dynastie die van de 3e eeuw tot 651 over het gebied dat nu Iran is heerste. Ardashir III was de achtentwintigste sjah van de Sassaniden en de zoon Kavad II. Hij was slechts zeven jaar oud toen zijn vader stierf. De machtigste man in het rijk was vizier Mah-Adhur Gushnasp, dit tot groot ongenoegen van de andere Huizen van Iran. Er brak een burgeroorlog uit, die tot 632 zal duren.
In 629 veroverde Shahrbaraz, de spahbed van zijn grootvader Khusro II, de hoofdstad Ctesiphon. Shahrbaraz greep de macht en liet Ardashir en zijn entourage vermoorden.